# Catocala jocasta
Catocala jocasta är en fjärilsart som beskrevs av John Kern Strecker 1875. Catocala jocasta ingår i släktet Catocala och familjen nattflyn. Inga underarter finns listade i Catalogue of Life.